# Thallocarpus synsporus
Thallocarpus synsporus là một loài rêu trong họ Ricciaceae. Loài này được (Schiffner) Schiffner mô tả khoa học đầu tiên năm 1936.